# یوزنیکس
یوزنیکس (به انگلیسی: USENIX) انجمن سیستم‌های رایانشی پیشرفته است. این انجمن در سال ۱۹۷۵ با نام «گروه کاربران یونیکس» بنیان نهاده شد و تمرکز اصلی آن بر روی مطالعه و توسعه سیستم‌عامل یونیکس و همچنین سایر سیستم‌های مشابه است. در ژوئیه سال ۱۹۹۷، وکیلی از طرف AT&T با این انجمن خبر داد که آنها مجاز به استفاده از نام UNIX نیستند. چرا که UNIX یک نشان تجاری ثبت شده برای وسترن الکتریک بود. بعد از این اتفاق، انجمن نام خود را به USENIX تغییر داد. این انجمن از زمان تاسیسش تا کنون نشریه‌ای تحت عنوان ;login: را منتشر می‌کند. 

## جایزه یک عمر دستاورد یوزنیکس

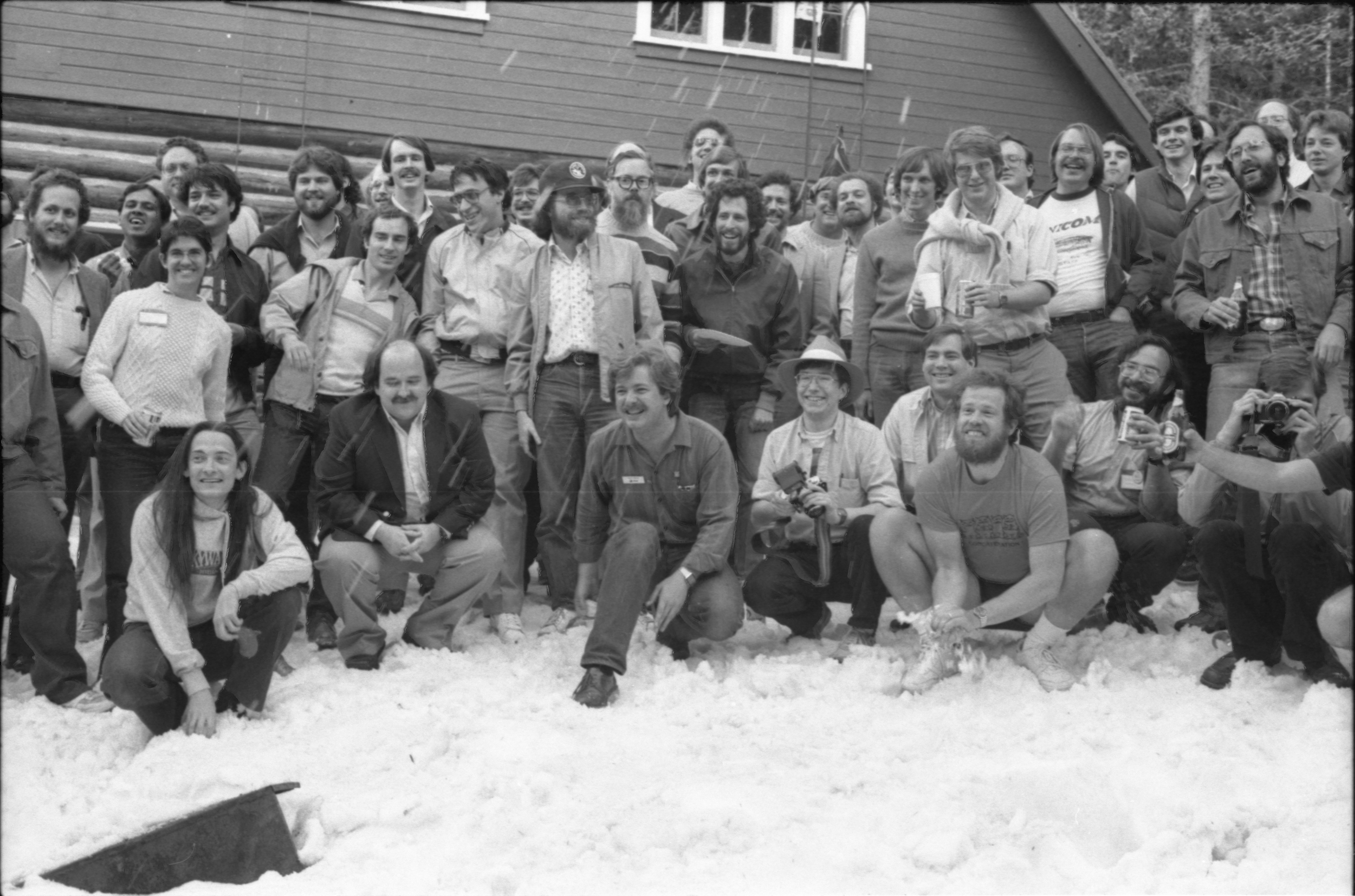
سخنرانان کنفرانس تابستانی یوزنیکس در سال ۱۹۸۴، دنیس ریچی، اریک آلمن، ساموئل لفلر، مایکل کارلز و تعدادی دیگر در تصویر دیده می‌شوند.

این جایزه که شعله (به انگلیسی: Flame) هم نامیده می‌شود، از سال ۱۹۹۳ تا کنون به شکل سالانه اهدا می‌شود.
- ۲۰۱۲ جان ماشی
- ۲۰۱۱ دن گیر
- ۲۰۱۰ وارد کانینگهام
- ۲۰۰۹ جرالد پوپک
- ۲۰۰۸ اندرو تننباوم
- ۲۰۰۷ پیتر هانیمن
- ۲۰۰۶ رادیا پرلمن
- ۲۰۰۵ مایکل استونبراکر
- ۲۰۰۴ داگلاس مکیلروی
- ۲۰۰۳ ریک آدامز
- ۲۰۰۲ جیمز گاسلینگ
- ۲۰۰۱ پروژه گنو و همه مشارکت‌کنندگان آن
- ۲۰۰۰ ریچارد استیونز
- ۱۹۹۹ سامانه پنجره اکس
- ۱۹۹۸ تیم برنرز لی
- ۱۹۹۷ برایان کرنیگان
- ۱۹۹۶ پروژه سافتور تولز
- ۱۹۹۵ خالقین یوزنت جیم الیس و تام تروسکات
- ۱۹۹۴ نتورکینگ تکنولوژی
- ۱۹۹۳ برکلی یونیکس